# Lollands historie i middelalderen
Lollands historie i middelalderen beretter om øens historie fra ca. 1047, året for Svend Estridsens tronbestigelse, til Reformationen i Danmark i 1536. Perioden udgør således en vigtig del af Lollands historie.
Lolland er rig på gravhøje og andre fund fra oldtiden, der også vidner om handel og udveksling med andre lande over Østersøen langt tilbage i tiden. Ved middelalderens begyndelse var det meste af øen beboet bortset fra et bælte langs kysterne, hvor folk først slog sig ned fra omkring 1200, formodentlig på grund af fare for vendiske angreb indtil det tidspunkt. Der er mange tegn på tætte såvel fredelige som krigeriske kontakter med venderne og på vendiske bosættelser på øen.
Ved middelalderens begyndelse var øen som resten af Danmark blevet kristnet, og i perioden blev mange landsby- og bykirker bygget. Desuden blev der oprettet fire klostre på øen, hvor Nysted franciskanerkloster fra 1286 er det ældste, men Maribo Kloster fra 1416 blev det mest betydningsfulde. Øen blev i middelalderen inddraget i det danske kongeriges administration, kirkeligt som en del af Odense Stift med en detaljeret inddeling i sogne, og civilt og militært med oprettelsen af Ålholm Len og Ravnsborg Len (efter Reformationen kaldet Halsted Len). Lolland blev flere gange givet som et særligt len til kongesønner, bl.a. den senere Christoffer 1.
Lollands jord var også i middelalderen blandt den mest frugtbare i riget, men tung og vandlidende at dyrke. Som det eneste sted i Danmark kunne man her dyrke hvede og ærter udover de sædvanlige afgrøder rug og byg. Ligeledes var det et særkende for øen, at man anvendte fire- eller femvangsbrug, så kun en mindre del af jorden lå brak hvert år i forhold til det øvrige Danmarks trevangsbrug. I løbet af middelalderen blev den karakteristiske sociale struktur udviklet, hvor næsten al jord på øen blev ejet af herremænd, som på mange måder havde et formynderskab over deres fæstebønder. Den sociale lagdeling blev grundfæstet med Lollands Vilkår, som blev vedtaget i 1446 og gav herremændene stærkere privilegier end noget andet sted i Danmark. 
Øens fem købstæder opstod alle i middelalderen med Nakskov som den ældste og største. Såvel Nakskov som Sakskøbing opstod som handelsstæder. Maribo og Nysted opstod i tilknytning til klostre, mens Rødby skyldte sin fremvækst, at den oprindelige bondelandsby blev udvalgt som kongeligt overfartssted til Holsten. 

## Befolkning
Det meste af Lolland var beboet ved indgangen til middelalderen. Et flere kilometer bredt bælte langs kystområderne ser dog ud til at have været ubeboet indtil halvvejs op i middelalderen, formodentlig fordi faren fra vendiske sørøvere først ophørte i Valdemarstiden omkring 1200. Indtrykket af en relativt sen befolkningsvækst bekræftes af, at de fleste landsognekirker først er blevet opført i 1200-tallet eller endnu senere, hvilket er temmelig sent sammenlignet med de øvrige danske øer.
Landsbyudgravninger fra vikingetiden og den tidlige middelalder viser, at der har været forskel på størrelsen af de enkelte ejendomme. Meget ofte har en enkelt gård skilt sig ud og været meget større end de andre, enten beboet af en lokal magthaver eller evt. ejet af f.eks. kongen eller kirken. I denne periode blev landsbyerne ofte kun liggende i en kortere periode, hvorefter gårdene gradvis begyndte at flytte et andet sted hen, dog stadig indenfor det samme nærområde. Disse landsbyflytninger ophørte på et tidspunkt i middelalderen, hvorefter landsbyerne blev stedfaste.

## Vendiske forbindelser og bosættelse
I vikingetiden og tidlig middelalder var der livlige forbindelser tværs over Østersøen mellem Lolland, Falster og Sjælland på den ene side og de vendiske områder i nutidens Mecklenburg-Vorpommern og det østlige Holsten lige syd for Lolland-Falster på den anden side. Vandtransport var på dette tidspunkt ofte betydelig hurtigere end landtransport, og Østersøen har derfor fungeret som et bindeled snarere end en barriere. Lolland var derfor et udpræget grænseområde, og flere stednavne på Lolland med slavisk oprindelse vidner om vendisk bosættelse på øen. Det gælder navne, der ender på -itse som Kramnitse, Tillitse, Binnitse og Kuditse samt Vindeby, der betyder "vendernes by". De vendiske bebyggelser er typisk placeret kystnært, men uden direkte adgang til havet, og på god agerjord. Bosættelserne har formodentlig fundet sted i 1000- og 1100-tallet, og befolkningen ser ud til at være blevet fuldstændig assimileret i løbet af kort tid. Den vendiske stormand Prislav Niclotssøn var gift med Valdemar den Stores søster Katarina Knudsdatter og havde len både i Pommern og på Lolland-Falster omkring 1160. Hans søn Knud Prislavsøn efterfulgte ham som lensmand og grænsejarl over Lolland, en titel, der dækkede særligt store len, der grænsede direkte op til fjendeland. Titlen grænsejarl kendes i øvrigt kun fra Sønderjylland. Prislav og Knud var således både vendere, medlemmer af det abodritiske fyrstehus og medlemmer af den danske kongefamilie, og de vendiske bosættelser kan have forbindelse med deres virke.
Sejlspærringer på tværs af fjorde og nor, f.eks. ved Hominde Fjord, vidner om fare for vendiske overfald på Lollands kyster, mens tydelig inspiration fra slavisk keramik i den lokale husholdningskeramik og lignende arkæologiske vidnesbyrd demonstrerer fredelig udveksling af viden og teknologi.
Arkæologiske fund demonstrerer, at Lolland har været befolket i hele perioden fra 750 til 1250, mens områder på Sydsjælland til sammenligning har været mere eller mindre ubeboet i starten af denne periode. Omvendt blev der først etableret regulære centralstedfunktioner som købstæder og klostre senere end på Sjælland, nemlig i 1100- og 1200-tallet. Det opfattes som, at Lolland og Falster ikke har haft samme selvfølgelige tilknytning til det danske kongedømme som Sjælland. Saxo beretter om, at lollikkerne købte sig fred mod at betale penge til venderne under den sydlige sørøverplages højdepunkt i den danske borgerkrigsperiode 1146-1157. Først fra 1200-tallet blev Lolland, Falster og Møn for alvor integreret i den østdanske magtstruktur.

## Lolland i landspolitikken
I middelalderen spillede Lolland flere gange en særlig rolle i kongefamiliens handlinger. Rigets yderkanter som Halland, Femern, Falster og Lolland blev i denne periode flere gange bortforlenet, ofte til yngre medlemmer af kongefamilien. Valdemar Sejr startede denne skik, da han ved sin ældste søn Eriks kroning gjorde den næstældste søn Abel til hertug af Slesvig, mens den yngste søn Christoffer blev forlenet med Lolland-Falster. Forleningerne udgjorde et kompromis mellem opfattelsen af slægtens arveret og ønsket om at bevare riget udelt. Indenfor det givne led udøvede lensmændene i væsentligt omfang, hvad der svarede til en kongelig myndighed.:32 
Christoffer 2. havde Lolland-Falster som et af sine holdepunkter under de borgerkrigslignende tilstande i 1300-tallets begyndelse. Efter et nederlag i 1331 mistede han definitivt magten, men fik lov at beholde kongenavnet og slog sig ned i Sakskøbing, der altså en kort overgang blev kongeresidens. Christoffer døde i 1332 efter kortvarigt at have været fængslet på Ålholm.:32  Grev Johan af Holsten overtog Danmark øst for Storebælt og dermed også Lolland som pant. Her udvidede han borgen Ravnsborg, som blev hovedsædet for hans magtudøvelse.
Christoffers næstældste søn prins Otto, der en overgang i 1332-1334 efter faderens og storebroderen Eriks død forsøgte at blive konge i Danmark, kaldte sig i denne periode "danskernes junker, hertug af Estland og Lolland" og havde som faderen sit hovedkvarter i Sakskøbing, men tabte til holstenerne i slaget ved Taphede 1334 og blev taget til fange. Hans bror Valdemar Atterdag belejrede Ravnsborg, da han påbegyndte sin generobring af Danmark i 1340'erne, men fik først kontrol over den efter forhandlinger i 1347. Derefter blev borgen sæde for den kongelige lensmand, indtil den blev nedrevet i 1510 under kong Hans, der i stedet byggede Engelsborg på Slotø i Nakskov Fjord.:32 
Valdemar Atterdags søn Christoffer, der døde som ung, bar også titel som "Lollands og Hallands Hertug".

## Religion og administrativ inddeling
Ved middelalderens begyndelse blev kristendommen gennemført som religion i hele Danmark, hvilket blandt andet gav sig udslag i byggeriet af talrige kirker og fire klostre i løbet af middelalderen, jf. nedenfor. Kristningen gav også anledning til en ny administrativ inddeling i sogne med hver sin kirke og præst. Lolland hørte i hele middelalderen og de efterfølgende århundreder indtil 1804 under Fyns Stift og dettes biskop. Øen havde sit eget landsting, men fra ca. 1200 blev landstinget i Ringsted betragtet som et hovedting også for Sydhavsøerne.:116  Ligeledes gjaldt Valdemars Sjællandske Lov og Eriks Sjællandske Lov fra 1284 også på sydhavsøerne Lolland, Falster og Møn.
Lolland var i senmiddelalderens kongelige forvaltning opdelt i to len, der hver omfattede to af de allerede tidligere eksisterende herreder: Halsted Len (Ravnsborg Len) med herrederne Lolland Nørre og Sønder Herred, og Ålholm Len med herrederne Fuglse og Musse. Kongeborgene Ålholm ved Nysted, som fortsat i dag er en af Danmarks bedst velbevarede middelalderborge, og Ravnsborg, som i dag blot fremtræder som et voldsted, var dermed de to knudepunkter for kongemagten på øen. Lensmandens opgaver var at forvalte områdets krongods, opkræve skat, organisere militæret, udpege lokale embedsmænd og tage sig af retsplejen.:159 

## Landbruget
Lolland rummer de mest lerholdige jorder i hele Danmark. Med deres høje kalkindhold var de allerede i middelalderen meget frugtbare og kunne give et stort høstudbytte, men har samtidig været tunge og hyppigt vandlidende, hvorfor de har været svære at dyrke for middelalderens agerbrugere. Et gammelt mundheld siger således, at "Lollands pløjning og helvedes pine får aldrig ende".:64  Derfor var normalt blot 15-45 % af jorderne opdyrket, hvilket var relativt lavt i forhold til andre slette- og lerjorder på de danske øer. Til gengæld blev de dyrkede marker udnyttet mere intensivt. Andre steder på Øerne brugte man normalt trevangsbrug, hvor en tredjedel af jorden lå brak hvert år. Som det eneste sted i kongeriget anvendte man på Lolland fra engang i middelalderen fire- eller femvangsbrug, så kun en fjerdedel eller femtedel af jorden lå brak. Ligeledes var det enestående, at man på Lolland ved siden af de sædvanlige afgrøder rug og byg også havde en betydelig produktion af hvede og ærter i middelalderen.

## Herremænd og social struktur
I mange landsbyer voksede en enkelt gård sig stor på bekostning af de øvrige og fik efterhånden status som hovedgård, ejet af en Herre, som kunne blive optaget i kongens hird og dermed være med til at forsvare riget. Til gengæld blev herremændenes ejendom, hovedgårdene, modsat bøndergårdene fritaget for skat. I de urolige perioder i 1200- og 1300-tallet befæstede mange herremænd deres gårde som voldsteder.:15ff  Man kan se i de historiske kilder, hvordan en adelsstand efterhånden skiller sig ud i 1200-tallet. I de urolige tider, der fulgte efter Valdemar Sejrs død i 1241, søgte flere bønder ind under en herremands beskyttelse. Dette beskyttelsesforhold udviklede sig efterhånden til formynderskab, så selvejerbønderne blev fæstere. En medvirkende årsag hertil var, at fæstesystemet også forhindrede ødelæggende arvedelinger af gårdene. Udviklingen mod storgodser blev forstærket af den landbrugskrise, der begyndte i 1320'erne og varede resten af 1300-tallet.:34f 
Fra omkring 1400 rykkede hovedgårdene fra landsbyerne ud i deres eget skattefri område. I høj- og senmiddelalderens Østdanmark var det efterhånden kongen, kirken og herremændene, der ejede næsten al landbrugsjorden. Bøndergårdene blev fæstet, dvs. lejet af bønderne, der dyrkede dem mod at betale en fæsteafgift kaldet landgilde. For Lolland gjaldt det specielle, at hverken kongen eller kirken ejede meget jord, og de adelige jordbesiddere blev helt dominerende. I 1446 lykkedes det den jordejende elite på Lollands landsting at få vedtaget særloven Lollands Vilkår, der styrkede godsejernes rettigheder og magt over bønderne, både hvad angik rådigheden over bøndernes arbejdskraft og ejendomsretten til jagt, fiskeri og træhugst i skoven. Lovreglerne i Lollands Vilkår gav herremændene stærkere privilegier end noget andet sted i Danmark.:15ff  Med loven blev vornedskabet, der begrænsede bøndernes bevægelsesfrihed, indført på Lolland.:125 
I alt har der været 40-50 lollandske herregårde i middelalderen og de efterfølgende århundreder.:124  Nogle af de lollandske storgårdsslægter blev meget indflydelsesrige, således Ahlefeldterne, der i 1300-tallet ejede Grimstrup ved Nørresø, og Gøye-slægten, der i 1400- og 1500-årene beklædte nogle af landets vigtigste embeder.:15ff 
Der har givetvis løbende været konflikter mellem herremænd og bønder. Under Grevens Fejde i 1534-1536 var de lollandske købstæder og mange af bønderne således på oprørernes side, og flere herregårde som Ålholm, Aarsmarke (det senere Knuthenborg) og Orebygård blev hærget. Borgerkrigen endte dog med herremændenes sejr.:125 

## Købstæder
I middelalderen voksede øens fem købstæder frem. Den ældste er Nakskov, som formodentlig har eksisteret som et fiskerleje i 1100-tallet på nordsiden af fjorden. I 1200-tallet blev byen, der lå praktisk ud til havet, men samtidig var beskyttet af den vanskelige indsejling gennem fjorden, en kongeligt privilegeret købstad, der snart blev en meget vigtig by med en betydelig størrelse. Der kunne fra byen drives fiskeri i og udenfor fjorden, og den blev en handelsby, der især drev handel med Lybæk med varer fra det frugtbare landbrugsområde i oplandet. Et stort møntfund fra Gåsetorvet af danske, men primært nordtyske mønter fra ca. 1400 vidner om handelens betydning for byen.
Sakskøbing på nordkysten blev anlagt i 1200-tallet, hvor kongevejen fra Guldborg krydsede Sakskøbing Fjord og Å. I perioder fungerede byen som møntslagningssted. Selvom der var et franciskanerkloster i Nysted fra 1286, synes byen først oprettet som købstad i starten af 1400-tallet. Byen lå godt placeret for handel med Lybæk og Rostock, men var hæmmet af en besværlig indsejling.
Rødby var først en traditionel bondelandsby og skyldte sin købstadsstatus, at den blev udvalgt som overfartssted for den kongelige trafik fra Danmark ad søvejen til Holsten. Ved middelalderens slutning fik byen flere kongelige privilegier, således ret til egen handelstrafik. Maribo var ligeledes indtil 1400-tallet en ordinær landsby med navnet Skimminge, indtil birgittinerordenens kloster blev grundlagt der i 1416. Klosteret fik ved grundlæggelsen kongelig tilladelse til at anlægge en købstad i tilknytning dertil, der kunne forsyne klosteret og de mange pilgrimme, der besøgte det.

## Klostre
Der blev i alt grundlagt fire klostre på Lolland i middelalderen. Det første kloster grundlagde franciskanerne som nævnt i 1286, hvor den senere købstad Nysted opstod.:38  Det bestod til 1538. Benediktinerne havde et kloster i Halsted, der første gang nævnes i 1305, men er lidt ældre. Det vides, at der i midten af 1540'erne fortsat boede munke i Halsted. Den fortsat i dag eksisterende Halsted Kirke blev indbygget i klosteret, da det blev opført. Det vigtigste lollandske kloster var dog det kloster, som birgittinerordenen grundlagde ved Maribo Sø i 1446, og som blev et af landets betydeligste og grundlag for købstaden Maribo. Maribo Domkirke, som oprindelig var en del af klosteret, eksisterer stadig til minde om det. Endelig havde Helligåndsordenen et kloster i Nakskov, som skal være grundlagt i 1470, men er helt forsvundet i dag.